# شنوو
شنوو (به چکی: Šenov) یک منطقهٔ مسکونی و شهرستان دارای شهرک سابقاً روستا در جمهوری چک است که در ناحیه اوستراوا-تسیتی واقع شده‌است. شنوو ۶٬۰۲۹ نفر جمعیت دارد.